# Jake Delhomme
Jake Christopher Delhomme (* 10. Januar 1975 in Breaux Bridge, Louisiana) ist ein ehemaliger US-amerikanischer American-Football-Spieler auf der Position des Quarterbacks. Er spielte College Football für die University of Louisiana at Lafayette, bevor er nach dem NFL Draft 1997 von den New Orleans Saints als ungedrafteter Free Agent verpflichtet wurde. Nachdem er anfangs nur im Practice Squad der Saints eingesetzt worden war, machte er 1999, nach zweijähriger Auszeit in der NFL Europe, seine ersten Spiele in der National Football League. Von 2003 bis 2009 spielte er für die Carolina Panthers und führte sie in seiner ersten Saison bis in den Super Bowl XXXVIII. Anschließend spielte er noch für die Cleveland Browns und Houston Texans, bevor er 2011 seine Karriere beendete.

## College
Delhommes Eltern sind Cajuns. Er kommt aus einer Pferde-begeisterten Familie, die sich mit der Aufzucht von Vollblutpferden beschäftigt. Delhomme besuchte eine High School in Lafayette und spielte dort als Quarterback und als Defensive Back. Für seine Abwehrleistung wurde er ausgezeichnet. An seinem College, der University of Louisiana at Lafayette spielte er jedoch nur noch als Quarterback bei den Louisiana Ragin’ Cajuns. Delhomme erzielte mit seinen Pässen einen Raumgewinn von 9216 Yards – dies war Schulrekord.

## Profizeit
Delhomme wurde nie von einem Profiteam gedraftet. 1997 wurde er von den New Orleans Saints als Free Agent verpflichtet, kam jedoch nicht zum Einsatz. 1998 wurde er von den Saints in die NFL Europe zu den Amsterdam Admirals geschickt, wo er Erfahrung sammeln sollte. Allerdings gelang es ihm nicht sich gegen Kurt Warner durchzusetzen. Seine Statistiken waren enttäuschend, er spielte nur in einem Spiel, konnte keinen Touchdown erzielen und warf vier Interceptions. 1999 spielte er nochmals in Europa bei der Frankfurt Galaxy, wo er sich mit Pat Barnes die Stelle eines Starting-Quarterback teilte. Beide warfen in der Saison zwölf Touchdowns, zusammen wurden sie das ’’doppelköpfige Monster’’ genannt. Der Einzug in den World Bowl VII war die Folge. Die Galaxy konnte dabei die Mannschaft der Barcelona Dragons mit 38:24 schlagen, Barnes und Delhomme teilten sich auch in diesem Spiel den Job des Quarterbacks. Delhomme gelang dabei ein Touchdownpass.
In die USA zurückgekehrt, spielte Delhomme noch vier erfolglose Jahre für die Saints. Obwohl er in den Preseason Spielen immer wieder überzeugen konnte und die Fans seinen Einsatz forderten, erhielt er keine Einsatzzeit und schloss sich daraufhin den Carolina Panthers an. 2003 konnte er nach seiner Einwechselung im ersten Saisonspiel gegen die Jacksonville Jaguars, ein schon verloren geglaubtes Spiel noch zu einem Sieg umwandeln. Sein Coach John Fox setzte ihn fortan als Starter ein. In der gleichen Saison erfolgte der Einzug in das NFC Championship Game gegen die Philadelphia Eagles. Bei dem 14:3-Sieg seiner Mannschaft gelang Delhomme ein Touchdownpass. Der Einzug in den Super Bowl war die Folge, wo die Panthers im Super Bowl XXXVIII gegen die Mannschaft der New England Patriots antreten mussten. Die Mannschaft aus Boston war hoher Favorit. Delhomme gelang es aber das Spiel bis zum Ende knapp zu halten. Erst wenige Sekunden vor Spielende gelang Adam Vinatieri das entscheidende Field Goal – das Spiel endete mit 32:29 für die Patriots. Delhomme warf drei Touchdownpässe, sein Quarterback Rating von 113,6 war höher als das des siegreichen Quarterbacks Tom Brady (100,5).
Delhomme überzeugte auch in den nachfolgenden Jahren mit starken Leistungen. 2005 konnte er erneut in das NFC Championship Game gegen die Seattle Seahawks einziehen. Das Spiel ging mit 14:34 verloren.
Mit Abschluss der Saison 2007 erzielte Delhomme in der NFL in 70 Spielen 100 Touchdowns bei 64 Interceptions. Durch Läufe erzielte er selbst fünf Touchdowns. Vor der Saison wurde mit David Carr ein Backup verpflichtet, der 2002 als erster Pick im NFL Draft ausgewählt wurde, worauf Fans mit einer Ablösung von Jake Delhomme als Starter rechneten. Während der Saison 2007 verletzte sich Delhomme im dritten Spiel und konnte bis zum Ende der Saison nicht mehr eingesetzt werden. Da David Carr sowie zwei weitere Quarterbacks miserable Leistungen zeigen und Delhomme mit acht Touchdownpässen bei nur einer Interception in den ersten drei Spielen hervorragende Leistungen abgerufen hat, ist er seit der Saison 2008 wieder unumstrittener Starter der Carolina Panthers.
Nachdem er nach einer enttäuschenden Saison 2009 von den Carolina Panthers entlassen worden war, unterschrieb er einen Vertrag über zwei Jahre bei den Cleveland Browns. Am 30. November 2011 gaben die Houston Texans die Verpflichtung Delhommes bekannt. Er wurde verpflichtet, da Matt Schaub und dessen Ersatzspieler Matt Leinart wegen schweren Verletzungen für den Rest der Saison ausfielen.

## Ehrungen
Delhomme spielte einmal im Pro Bowl, dem Abschlussspiel der besten Spieler einer Saison. 2005 gewann er die Quarterback Challenge.

## Neben dem Spielfeld
Delhomme ist verheiratet und hat zwei Töchter. Seine erste Tochter wurde an einem 17. geboren, Delhomme wählte diese Zahl zu seiner Rückennummer.